# Kaiji
Tobaku Mokushiroku Kaiji (яп. 賭博黙示録カイジ, укр. Кайджі) — манґа про азартні ігри, написана і проілюстрована Нобуюкі Фукумото. У 1998 році отримала премію манґи видавництва «Коданшя» як найкраща в загальній категорії. За сюжетом твору були зняті два художні фільми, а також аніме-серіал: трансляція першого сезону (Gyakkyou Burai Kaiji: Ultimate Survivor) пройшла з 2 жовтня 2007 по 1 квітня 2008 року, трансляція другого (Gyakkyou Burai Kaiji: Hakairoku Hen) почалася 5 квітня 2011 року.

## Сюжет

### Gyakkyou Burai Kaiji: Ultimate Survivor
Після закінчення середньої школи в 1996 році в Японії Іто Кайджі переїжджає в Токьо, щоб отримати роботу, але він не може знайти постійну роботу через його ексцентричний характер і тому, що країна погрузилася в свою першу рецесію з часів Другої світової війни. Вільний час він проводить за дешевими пустощами, азартними іграми, алкоголем і сигаретами.
Страждання Кайджі тривають протягом двох років, поки йому не завдає несподіваний візит людина на ім'я Ендо, який хоче зібрати заборгованості з Кайджі. Ендо пропонує Кайджі два варіанти — або витратити десять років, щоб погасити цю заборгованість, або піти на корабель «Еспуар» («Надія» по-французьки) і протягом однієї ночі погасити свій борг. Під тиском Ендо Кайджі погоджується на другий варіант, навіть не сподіваючись там відігратися. Кайджі виживає в смертельно небезпечній грі на кораблі, але не погашає борг, і Ендо пропонує йому зіграти ще раз, але вже в іншу гру —  Starside Hotel . Хоча спочатку Кайджі насторожено ставиться до цієї пропозиції, він спонукає свого знайомого Сахару піти з ним. Після того, як єдиний залишився в живих, Кайджі вирішує помститися за своїх друзів, граючи в нову гру Teiai — Карту-І.

### Gyakkyou Burai Kaiji: Hakairoku Hen
Хоча Кайджі виживає, він залишається по вуха в боргах, близьким до 10 мільйонам. Він зустрічає Ендо в надії на можливість взяти участь в ще одній грі. Однак Ендо зраджує Кайджі та посилає його в підземний трудовий табір голови, де той повинен буде відпрацьовувати свій борг 15 років. У трудовому таборі Кайджі заробляє 91000 перик на місяць (10 перик рівні 1 єні). Однак Кайджі зважився грати в гру чінчірорін і програв Оцукі. Кайджі вирішив об'єднатися з іншими половинщиками (тими, хто заробляють 45000 перик на місяць), щоб перемогти Оцукі і виграти достатньо грошей, щоб хоча б на кілька днів опинитися на волі.
Кайджі вдається вибратися з трудового табору з 800000 єн, але він має лише 20 днів, щоб заробити 60 мільйонів єн, він повинен купити собі свободу і звільнити інших половинщиків. На щастя Кайджі, він зустрічає Сакадзакі, який розповідає йому про пачінко, автомат під назвою «Нума-людожер», де Кайджі може виграти близько 700 мільйонів єн. Кайджі погоджується допомогти Сакадзакі перемогти.

## Медіа

### Манґа
Манґа сюжетно розділена на 4 частини: перші три включають в себе по 13 томів, четверта продовжує виходити.
1. Tobaku Mokushiroku Kaiji (яп. 賭博黙示録カイジ)
2. Tobaku Hakairoku Kaiji (яп. 賭博破戒録カイジ)
3. Tobaku Daitenroku Kaiji (яп. 賭博堕天録カイジ)
4. Tobaku Mokushiroku Kaiji: Kazuya-hen (яп. 賭博堕天録カイジ 和也編)

### Аніме-серіал

#### Перший сезон
Відкриваюча музична тема — «Mirai wa Bokura no Te no Naka», закриваюча — «Makeinutatsu no Requiem».
| Список серій | Список серій                     | Список серій        |
| № серії      | Назва серії                      | Трансляція в Японії |
| ------------ | -------------------------------- | ------------------- |
| 1            | Departure «Shukkō» (出航)        | 2 жовтня 2007       |
| 2            | Open Fire «Hibuta» (火蓋)        | 9 жовтня 2007       |
| 3            | Game «Shōbu» (勝負)              | 16 жовтня 2007      |
| 4            | Failure «Hatan» (破綻)           | 23 жовтня 2007      |
| 5            | Deadly Decision «Kesshi» (決死)  | 30 жовтня 2007      |
| 6            | Rise and Fall «Kōbō» (興亡)      | 6 листопада 2007    |
| 7            | Proclamation «Kappa» (喝破)      | 13 листопада 2007   |
| 8            | Iron Hammer «Tettsui» (鉄槌)     | 20 листопада 2007   |
| 9            | Resurrection «Kaisei» (回生)     | 27 листопада 2007   |
| 10           | Messenger «Shisha» (使者)        | 4 грудня 2007       |
| 11           | Revelry (狂宴)                   | 11 грудня 2007      |
| 12           | Degradation «Tenraku» (転落)     | 18 грудня 2007      |
| 13           | Monster «Kaibutsu» (怪物)        | 25 грудня 2008      |
| 14           | Dying Spirit «Bōrei» (亡霊)      | 8 січня 2008        |
| 15           | Heavens «Tenkū» (天空)           | 15 січня 2008       |
| 16           | Fury «Dohatsu» (怒髪)            | 22 січня 2008       |
| 17           | Adversity «Gyakkyō» (逆境)       | 29 січня 2008       |
| 18           | Trifled «Honrō» (翻弄)           | 5 лютого 2008       |
| 19           | Limit «Genkai» (限界)            | 12 лютого 2008      |
| 20           | Fierce God «Kishin» (鬼神)       | 19 лютого 2008      |
| 21           | Heart's Blood «Shinketsu» (心血) | 26 лютого 2008      |
| 22           | Enforcement «Shikkō» (執行)      | 4 березня 2008      |
| 23           | Heresy «Jadō» (邪道)             | 11 березня 2008     |
| 24           | Conditions «Jōken» (条件)        | 18 березня 2008     |
| 25           | Investment «Tōnyū» (投入)        | 25 березня 2008     |
| 26           | Afterglow «Zankō» (残光)         | 1 квітня 2008       |

#### Другий сезон
Відкриваюча музична тема — «Chase the Light!», закриваюча — «C kara hajimaru ABC».
| Список серій | Список серій                                                   | Список серій        |
| № серии      | Название серии                                                 | Трансляція в Японії |
| ------------ | -------------------------------------------------------------- | ------------------- |
| 1            | Hell on Earth «Chi no Goku» (地の獄)                           | 5 квітня 2011       |
| 2            | Cardinal Rule of Game «Shōbu no Tessoku» (勝負の鉄則)          | 12 квітня 2011      |
| 3            | Piece of Luck «Tsuyoun no Kakera» (強運の欠片)                 | 19 квітня 2011      |
| 4            | Strikes Clues «Gyakushū no Itoguchi» (逆襲の糸口)              | 26 квітня 2011      |
| 5            | Abuse and Perseverance «Gyakutai to Nintai» (虐待と忍耐)       | 3 травня 2011       |
| 6            | The Storm Arrives «Neppū no Tōrai» (熱風の到来)                | 10 травня 2011      |
| 7            | The Magic Dice «Mahō no Sai» (魔法の賽)                        | 17 травня 2011      |
| 8            | Nemesis «Ingaōhō» (因果応報)                                   | 24 травня 2011      |
| 9            | Applause, and then... «Kassai, Soshite...» (喝采、そして…)     | 31 травня 2011      |
| 10           | Last Gamble «Saigo no Bakuchi» (最後の博打)                    | 7 червня 2011       |
| 11           | Sigh With Delight «Kanki to Tansei» (歓喜と嘆声)               | 14 червня 2011      |
| 12           | Heaven's Fall, Man's Fall «Yabuten Yabu Kan» (破天・破漢)      | 21 червня 2011      |
| 13           | The Clue to Beating the Bog «Kōryaku no Itoguchi» (攻略の糸口) | 28 червня 2011      |
| 14           | Summary «Sōshūhen» (総集編)                                    | 5 липня 2011        |